# Zawietnyj (Kraj Krasnodarski)
Zawietnyj (ros. Заветный) – osiedle typu wiejskiego w Rosji, w Kraju Krasnodarskim.
Według danych z 2002 miejscowość zamieszkują głównie Rosjanie (64,9%) i Ormianie (26,1%).